# Le Petit Jehan de Saintré
Le Petit Jehan de Saintré, "Den lille Jehan av Saintré" är en sedelärande satir från 1456 av den franske författaren Antoine de La Sale (ca 1385-ca 1461). I huvudrollerna återfinns en page, en ung änka och en skenhelig präst. Det räknas som Antoine de La Sales främsta verk.